# Kirill Marchenko
Kirill Marchenko (Barnaúl, Rusia, 21 de julio de 2000) apodado Marchy, es un jugador profesional ruso de hockey sobre hielo que se desempeña en la posición de extremo derecho en Columbus Blue Jackets, equipo de la National Hockey League (NHL).

## Carrera
Fue seleccionado en la segunda ronda en la NHL Entry Draft de 2018. En 2022 hizo su debut profesional con el equipo Columbus Blue Jackets, donde lleva jugando dos temporadas.